# M6net
M6net est une marque commerciale de fournisseur d'accès Internet français appartenant à la société M6 Digital Services.

## Services proposés
À l'image d'autres FAI lui étant contemporains, M6net propose à partir de juin 2000 un accès à Internet sans abonnement, les communications étant facturées au tarif local.
D'août à octobre 2000, le FAI ajoute à son offre six heures de communications gratuites jusqu'à atteindre 100 000 abonnés.